# Eleccions legislatives noruegues de 1933
Les eleccions legislatives noruegues de 1933 se celebraren el 16 d'octubre de 1933 per a renovar els 150 membres del Storting, el parlament de Noruega. Els més votats foren els laboristes noruecs i però es formà un govern de coalició de dretes dirigit pel cap dels liberals Johan Ludwig Mowinckel, qui detingué el càrrec de primer ministre de Noruega.

## Resultats
|         |                                                         |         |       |          |        |
| Partits | Partits                                                 | Vots    | Vots  | Escons   | Escons |
| Partits | Partits                                                 | #       | %     | #        | ±      |
|         | Partit Laborista Noruec (Det norske Arbeiderparti)      | 500,526 | 40.08 | 69 / 150 | 22     |
|         | Partit Conservador (Høyre)                              | 252,506 | 20.22 | 30 / 150 | 9      |
|         | Partit Popular Liberal (Frisindede Folkeparti) coalició | 252,506 | 20.22 | 0 / 150  | 2      |
|         | Partit Liberal (Venstre)                                | 213,153 | 17.07 | 24 / 150 | 9      |
|         | Partit dels Agricultors (Bondepartiet)                  | 173,634 | 13.91 | 23 / 150 | 2      |
|         | Unió Nacional (Nasjonal Samling)                        | 27,850  | 2.23  | 0 / 150  | Nou    |
|         | Partit Comunista (Norges Kommunistiske Parti)           | 22,773  | 1.82  | 0 / 150  | =      |
|         | Partit Popular Liberal (Frisindede Folkeparti) solitari | 20,184  | 1.62  | 1 / 150  | 2      |
|         | Partit de la Societat (Samfunnspartiet)                 | 18,786  | 1.50  | 1 / 150  | Nou    |
|         | Partit Democristià (Kristelig Folkeparti)               | 10,272  | 0.82  | 1 / 150  | Nou    |
|         | Partit Popular Radical (Det Radikale Folkeparti)        | 6,858   | 0.55  | 1 / 150  | 1      |
|         | Total                                                   | 100%    | 100%  | 150      | 150    |